# Sporty
Sporty es un personaje creado por Juan Carlos Ramis en 1987. Se publicaba en las revistas de Ediciones B Mortadelo, Super Mortadelo, y Mortadelo Extra.

## La serie
Sporty Rupérez Racafú es un chico obsesionado por el deporte y en cada historieta practicaba uno diferente. A partir de las Olimpiadas de Barcelona, en que la temática deportiva perderá actualidad, las historietas de Sporty se centrarán menos en esta temática. Lo que si se mantendrá durante toda la trayectoria de la serie serán los personajes secundarios Mamerto, Renata (la novia de Sporty) y el secundario multiusos Mafrune, que al final se convertirá en un personaje fijo, como padre de Renata. Otro rasgo distintivo de esta serie sería el humor absurdo característico de su autor. 

## Álbumes publicados
- Sporty - Colección Olé Varios 414 . Ed.B
- Sporty - Olé n º 4 Ed.B
- Sporty más tonto imposible - Olé n º 14 Ed.B